# Mistrzostwa Europy w Pływaniu 1977
14. Mistrzostwa Europy w Pływaniu odbyły się w Jönköping w Szwecji pod patronatem Europejskiej Federacji Pływackiej (LEN – Ligue Européenne de Natation). Trwały od 14 do 21 sierpnia 1977. Oprócz zawodów pływackich na krytym basenie 50-metrowym, zawodnicy rywalizowali w skokach do wody i pływaniu synchronicznym.

## Pływanie

### Mężczyźni
| Konkurencja:        | Złoto:                                                                          | Srebro:                                                                          | Brąz:                                                                       |
| Styl dowolny        |                                                                                 |                                                                                  |                                                                             |
| Mężczyźni 100 m     | Peter Nocke · RFN                                                               | Władimir Bure · ZSRR                                                             | Marcello Guarducci · Włochy                                                 |
| Mężczyźni 200 m     | Peter Nocke · RFN                                                               | Andriej Kryłow · ZSRR                                                            | Marcello Guarducci · Włochy                                                 |
| Mężczyźni 400 m     | Siergiej Rusin · ZSRR                                                           | Frank Wennmann · RFN                                                             | Frank Pfütze · NRD                                                          |
| Mężczyźni 1500 m    | Władimir Salnikow · ZSRR                                                        | Walentin Parinow · ZSRR                                                          | Borut Petrić · Jugosławia                                                   |
| Styl grzbietowy     |                                                                                 |                                                                                  |                                                                             |
| Mężczyźni 100 m     | Miloslav Rolko · Czechosłowacja                                                 | Zoltán Verrasztó · Węgry                                                         | Klaus Steinbach · RFN                                                       |
| Mężczyźni 200 m     | Zoltán Verrasztó · Węgry                                                        | Miloslav Rolko · Czechosłowacja                                                  | Jan Thorell · Szwecja                                                       |
| Styl klasyczny      |                                                                                 |                                                                                  |                                                                             |
| Mężczyźni 100 m     | Gerald Mörken · RFN                                                             | Giorgio Lalle · Włochy                                                           | Walter Kusch · RFN                                                          |
| Mężczyźni 200 m     | Gerald Mörken · RFN                                                             | Arsens Miskarovs · ZSRR                                                          | Walter Kusch · RFN                                                          |
| Styl motylkowy      |                                                                                 |                                                                                  |                                                                             |
| Mężczyźni 100 m     | Roger Pyttel · NRD                                                              | Pär Arvidsson · Szwecja                                                          | John Mills · Wielka Brytania                                                |
| Mężczyźni 200 m     | Michael Kraus · RFN                                                             | Roger Pyttel · NRD                                                               | Pär Arvidsson · Szwecja                                                     |
| Styl zmienny        |                                                                                 |                                                                                  |                                                                             |
| Mężczyźni 200 m     | András Hargitay · Węgry                                                         | Andriej Smirnow · ZSRR                                                           | Ołeksandr Sydorenko · ZSRR                                                  |
| Mężczyźni 400 m     | Serhij Fesenko · ZSRR                                                           | Andriej Smirnow · ZSRR                                                           | Csaba Soós · Węgry                                                          |
| Styl dowolny        |                                                                                 |                                                                                  |                                                                             |
| Mężczyźni 4 × 100 m | Klaus Steinbach · Andreas Schmidt · Jürgen Könnecker · Peter Nocke · RFN        | Roberto Pangaro · Paolo Revelli · Paolo Sinigaglia · Marcello Guarducci · Włochy | Władimir Bure · Siergiej Labso · Siergiej Koplakow · Andriej Kryłow · ZSRR  |
| Mężczyźni 4 × 200 m | Wołodymyr Raskatow · Siergiej Rusin · Siergiej Koplakow · Andriej Kryłow · ZSRR | Frank Wennmann · Klaus Steinbach · Peter Knust · Peter Nocke · RFN               | Rainer Strohbach · Roger Pyttel · Detlev Grabs · Frank Pfutze · NRD         |
| Styl zmienny        |                                                                                 |                                                                                  |                                                                             |
| Mężczyźni 4 × 100 m | Klaus Steinbach · Gerald Mörken · Michael Kraus · Peter Nocke · RFN             | Lutz Wanja · Gregor Arnicke · Roger Pyttel · René Pläschke · NRD                 | James Carter · Duncan Goodhew · John Mills · Martin Smith · Wielka Brytania |

### Kobiety
| Konkurencja:      | Złoto:                                                                   | Srebro:                                                                      | Brąz:                                                                                  |
| Styl dowolny      |                                                                          |                                                                              |                                                                                        |
| Kobiety 100 m     | Barbara Krause · NRD                                                     | Enith Brigitha · Holandia                                                    | Petra Priemer · NRD                                                                    |
| Kobiety 200 m     | Petra Thümer · NRD                                                       | Barbara Krause · NRD                                                         | Annelies Maas · Holandia                                                               |
| Kobiety 400 m     | Petra Thümer · NRD                                                       | Annelies Maas · Holandia                                                     | Barbara Krause · NRD                                                                   |
| Kobiety 800 m     | Petra Thümer · NRD                                                       | Annelies Maas · Holandia                                                     | Marina Altmann · NRD                                                                   |
| Styl grzbietowy   |                                                                          |                                                                              |                                                                                        |
| Kobiety 100 m     | Birgit Treiber · NRD                                                     | Ulrike Richter · NRD                                                         | Kaire Indrikson · ZSRR                                                                 |
| Kobiety 200 m     | Birgit Treiber · NRD                                                     | Ulrike Richter · NRD                                                         | Carmen Bunaciu · Rumunia                                                               |
| Styl klasyczny    |                                                                          |                                                                              |                                                                                        |
| Kobiety 100 m     | Julia Bogdanowa · ZSRR                                                   | Carola Nitschke · NRD                                                        | Ramona Reinke · NRD                                                                    |
| Kobiety 200 m     | Julia Bogdanowa · ZSRR                                                   | Susanne Nielsson · Dania                                                     | Eva-Marie Håkansson · Szwecja                                                          |
| Styl motylkowy    |                                                                          |                                                                              |                                                                                        |
| Kobiety 100 m     | Andrea Pollack · NRD                                                     | Christiane Knacke · NRD                                                      | Ineke Ran · Holandia                                                                   |
| Kobiety 200 m     | Anett Fiebig · NRD                                                       | Andrea Pollack · NRD                                                         | Susan Jenner · Wielka Brytania                                                         |
| Styl zmienny      |                                                                          |                                                                              |                                                                                        |
| Kobiety 200 m     | Ulrike Tauber · NRD                                                      | Sabine Kahle · NRD                                                           | Olga Klewakina · ZSRR                                                                  |
| Kobiety 400 m     | Ulrike Tauber · NRD                                                      | Sabine Kahle · NRD                                                           | Sharron Davies · Wielka Brytania                                                       |
| Styl dowolny      |                                                                          |                                                                              |                                                                                        |
| Kobiety 4 × 100 m | Birgit Treiber · Birgit Wächtler · Petra Priemer · Barbara Krause · NRD  | Ineke Ran · Anja van de Bogaerde · Annelies Maas · Enith Brigitha · Holandia | Victoria Bullock · Mary Houston · Sharron Davies · Cheryl Brazendale · Wielka Brytania |
| Styl zmienny      |                                                                          |                                                                              |                                                                                        |
| Kobiety 4 × 100 m | Ulrike Richter · Carola Nitschke · Andrea Pollack · Barbara Krause · NRD | Kaire Indrikson · Julia Bogdanowa · Olga Klewakina · Larysa Czariowa · ZSRR  | Heike John · Dagmar Rehak · Karin Seick · Jutta Meeuw · RFN                            |

## Skoki
| Konkurencja:             | Złoto:                  | Srebro:                    | Brąz:                      |
| Skoki Indywidualne       |                         |                            |                            |
| Mężczyźni 3 m Trampolina | Falk Hoffmann · NRD     | Franco Cagnotto · Włochy   | Aleksandr Kosienkow · ZSRR |
| Kobiety 3 m Trampolina   | Christa Köhler · NRD    | Beate Rothe · NRD          | Irina Kalinina · ZSRR      |
| Mężczyźni 10 m Platforma | Władimir Alejnik · ZSRR | Dawit Hambarcumian · ZSRR  | Falk Hoffmann · NRD        |
| Kobiety 10 m Platforma   | Margit Schöpke · NRD    | Jelena Wajcechowska · ZSRR | Irina Kalinina · ZSRR      |

## Synchronizacja

### Rezultaty
| Konkurencja: | Złoto:                                        | Srebro:                                    | Brąz:                                     |
| Solo         | Jackie Cox · Wielka Brytania                  | Marijke Engelen · Holandia                 | Renate Baur · Szwajcaria                  |
| Dwójki       | Jackie Cox · Andrea Holland · Wielka Brytania | Marijke Engelen · Helma Giuvers · Holandia | Renate Baur · Liselotte Meye · Szwajcaria |
| Drużynowo    | Holandia · Holandia                           | Wielka Brytania · Wielka Brytania          | Szwajcaria · Szwajcaria                   |

## Piłka wodna
| Konkurencja:     | Złoto: | Srebro:    | Brąz:  |
| Zawody drużynowe | Węgry  | Jugosławia | Włochy |

## Klasyfikacja medalowa
| Klasyfikacja medalowa |                 |    |    |   |     |
| Lp.                   | Państwo         | Z  | S  | B | R-m |
| 1                     | NRD             | 16 | 11 | 7 | 34  |
| 2                     | ZSRR            | 7  | 9  | 7 | 23  |
| 3                     | RFN             | 7  | 2  | 4 | 13  |
| 4                     | Węgry           | 3  | 1  | 1 | 5   |
| 5                     | Wielka Brytania | 2  | 1  | 5 | 8   |
| 6                     | Holandia        | 1  | 6  | 2 | 9   |
| 7                     | Czechosłowacja  | 1  | 1  | 0 | 2   |
| 8                     | Włochy          | 0  | 2  | 3 | 5   |
| 9                     | Szwecja         | 0  | 1  | 3 | 4   |
| 10                    | Jugosławia      | 0  | 1  | 1 | 2   |
| 11                    | Dania           | 0  | 1  | 0 | 1   |
| 12                    | Szwajcaria      | 0  | 0  | 3 | 3   |
| 13                    | Rumunia         | 0  | 0  | 1 | 1   |